# 児島地域 (岡山市)
児島地域（こじまちいき）は岡山県岡山市が定める南区役所児島地域センター管内の地域を指す。

## 概要
岡山市の南端、児島半島北岸に位置する地域である。かつての児島郡甲浦村・小串村に相当し、現在の甲浦学区（南区郡・北浦・宮浦・飽浦）と小串学区（南区小串・阿津）が該当する。岡山市は管轄役所に「児島」の名称を使用しているが、児島とは通常倉敷市の児島を指すため、当地域の名称として児島が使用されることはほとんど無い。
人口は約6300人であり、岡山市の支所・地域センター管内別では建部地域に次いで少ない。甲浦学区では増加しているが、小串学区は減少しており過疎化が進んでいる。
地域の南側の玉野市との境界には、東から八丈岩山・貝殻山・長谷峠・東光寺山が連なり、西端に児島半島最高峰でテレビ送信所が設置されている金甲山がある。1956年に児島半島東部が瀬戸内海国立公園に追加編入されたことを契機にこれらの山々の愛称が公募され、岡山市の南にある明るい大地という意味で光南台と命名された。その後、甲浦・小串の両小学校の卒業生が進学する甲浦中学校が光南台中学校と改名された。
地域の北側には児島湾と児島湾締切堤防によって造られた児島湖が広がる。児島湾締切堤防有料道路の開通までは、当地域から岡山市街地方面へ直接通じる道路が存在しなかった。その後、児島湾締切堤防の無料化や、大型車が通行できる児島湾大橋の完成により交通網が改善された。

## 歴史
- 1952年（昭和27年）4月1日 甲浦村が岡山市に編入される。
- 1954年（昭和29年）4月1日 小串村が岡山市に編入される。
- 1958年（昭和33年）5月 光南台の名称決定。
- 1959年（昭和34年）2月 児島湾締切堤防完成。
- 1961年（昭和36年）10月18日 児島湾締切堤防の有料道路供用。
- 1964年（昭和39年）11月 岡山県運転免許試験場開設。
- 1974年（昭和49年）10月1日 児島湾締切堤防無料化。
- 1983年（昭和58年）2月 児島湾大橋開通。
- 1993年（平成5年）12月 岡山県運転免許試験場廃止。御津郡御津町に運転免許センターとして移転。
- 2004年（平成16年）4月1日 児島出張所が児島支所に格上げ。
- 2009年（平成21年）4月1日 岡山市が政令指定都市に移行し、当地域の行政区は南区となる。

## 行政
岡山市南区役所の出先機関である児島地域センターが北浦に置かれている。建物は昭和初期に建築された旧甲浦村役場の庁舎を現在も使用している。甲浦村が岡山市に合併した際に岡山市役所児島支所として開所し、その後岡山市の組織改革により児島出張所となった。しかし当地域が市役所から離れていることから地元連合町内会の陳情により2004年4月1日に再び児島支所に格上げされた。そして2009年4月1日の岡山市政令市移行により南区役所児島地域センターとなり現在に至る。なお、小串学区には小串連絡所が置かれていたが2004年5月31日に廃止された。

## 教育
- 岡山市立甲浦小学校
- 岡山市立小串小学校
- 岡山市立光南台中学校

## 交通
鉄道
- 地域内に鉄道路線はない（かつては児島湾締切堤防を通る宇野線短絡線計画があった）

道路
- 地域内を通る高速道路、一般国道はない。

- 県道
  - 岡山県道45号岡山玉野線（児島湾大橋）
  - 岡山県道74号倉敷飽浦線
  - 岡山県道217号飽浦東児線
  - 岡山県道399号金甲山線
  - 岡山県道463号長谷小串線

## 名所・旧跡・観光スポット・祭事・催事
- 金甲山
- 貝殻山
- 八幡大塚2号墳
- 素盞嗚神社（飽浦稲荷宮）